# Сива сеница
Сива сеница (лат. Parus palustris) врста је птице из фамилије сеница. Реч palustris потиче из латинског језика и значи мочварна.

## Опис
Сива сеница је дугачка од 11 до 13 центиметара, а тешка од 8.5 до 15 грама. Има црн горњи део главе (капу), врат, мали део испод кљуна, као и сам кљун и бели "шал",, тј, оковратну пругу. Горњи део тела (леђа, крила и реп) је сивкасто-смеђе боје, док је доњи део тела (стомак и доњи део крила) беличасте боје. Јувенилне јединке су налик адултима са блажом црном бојом на глави и испод кљуна, сивљим горњим деловима тела и светлијим доњим деловима тела.

## Распрострањеност и станиште
Сива сеница је распрострањена у централној Европи, а такође и у делу западне и северне Европе, на Балканском и Апенинском полуострву, деловима црноморског приморја, Мале Азије, западне Азије и Далеког истока. Насељава очуване листопадне шуме у којима има доста сувог или умућег дрвећа као што су бреза, храст, буква, топола, јова, итд. Често бира шуме у близини мочвара или других водених станишта. Насељава такође и паркове и вртове.

## Биологија
Сива сеница се храни углавном малим бескичмењацима, воћем и семењем биљака. Гнезди се од краја марта до јуна. Моногамна је врста. Гнездо гради од маховина, биљног материјала, животињске длаке и перја птица. Гнездо прави у рупи у дрвету или у корењу дрвећа које вири из земље. Понекад гнездо прави и у рупама у зиду или земљи, али ређе. Женка у гнездо полаже од 5 до 10 јаја. Углавном је станарица, с тим што се јувенилне јединке након што их родитељи одгоје селе на друго место за живот. Гнездећа популација у Европи је процењена на од 2 910 000 до 5 740 000 парова, са 
опадајућим популационим трендом.

## Угроженост
Главни угрожавајући фактор за сиву сеницу је губитак и фрагментација станишта услед урбанизације, интензификације пољопривреде и неправилним управљањем шумама, а још неки угрожавајући фактори су и интерспецијска компетиција, појачан притисак предатора, ниска стопа колонизације нових станишта, итд.

## Сива сеница у Србији
У Србији се гнезди од 50 000 до 75 000 парова сиве сенице, са стабилним популационим трендом.

## Галерија
- Poecile palustris